# Vía del primer motor
La vía del primer motor inmóvil (también conocida como argumento cosmológico) es un argumento filosófico a favor de la existencia de Dios. Esta postura tiene su origen y sus representantes principales en Aristóteles, Maimónides, san Alberto Magno y santo Tomás de Aquino. Este argumento se basa en las nociones aristotélicas del movimiento (acto y potencia) y en la imposibilidad de una regresión infinita, llegando así a la existencia un primer motor inmóvil que se identifica con Dios.

## Formulación de Aristóteles
Mientras que, para Platón, era posible que un motor se moviera a sí mismo y esa era su definición, por ejemplo, de alma. Para Aristóteles, nada puede hacer esto y, sin embargo, todo movimiento necesita un motor. Por esto, es necesario que existan motores inmóviles, que muevan sin moverse, como las almas. Aristóteles supone entre 47 y 55 de estos motores inmóviles cosmológicos.
En particular, para Aristóteles, el mundo es eterno, ya que la ocurrencia de cambio necesita la preexistencia de cambio, pero la ciencia es el conocimiento de las causas y no sería posible que hubiera ciencia si no hubiera una finitud causal. Por eso, es necesario un motor inmóvil que sea primero.
Además, como es una sustancia inmaterial, no puede tener propiedades contingentes, ya que implicarían cierta potencialidad, así que se trata de un ser necesario.
Finalmente, esta sustancia no puede tener potencialidad, ya que, para que esta llegara a la actualidad, tendría que tener una causa anterior, así que es inmaterial y puramente formal. Asimismo, el modo en que ejerce su eficiencia no puede ser por contacto, así que lo tiene que ejercer como causa final, como acto puro e inmóvil que sea imitado por el movimiento etéreo y circular de los cuerpos celestes, que participen de este.

## Formulación de Tomás de Aquino
En su libro Summa Theologiae, Tomás de Aquino enseña lo que es conocido como Quinque viae, cinco argumentos racionales que él usa para probar la existencia de Dios. El primer argumento es la Vía del primer motor:

[...] La primera y más clara es la que se deduce del movimiento. Pues es cierto, y lo perciben los sentidos, que en este mundo hay movimiento. Y todo lo que se mueve es movido por otro. De hecho, nada se mueve a no ser que en cuanto potencia esté orientado a aquello para lo que se mueve. Por su parte, quien mueve está en acto. Pues mover no es más que pasar de la potencia al acto. La potencia no puede pasar a acto más que por quien está en acto. Ejemplo: el fuego, en acto caliente, hace que la madera, en potencia caliente, pase a caliente en acto. De este modo la mueve y cambia. Pero no es posible que una cosa sea lo mismo simultáneamente en potencia y en acto; sólo lo puede ser respecto a algo distinto. Ejemplo: Lo que es caliente en acto, no puede ser al mismo tiempo caliente en potencia, pero sí puede ser en potencia frío. Igualmente, es imposible que algo mueva y sea movido al mismo tiempo, o que se mueva a sí mismo. Todo lo que se mueve necesita ser movido por otro. Pero si lo que es movido por otro se mueve, necesita ser movido por otro, y éste por otro. Este proceder no se puede llevar indefinidamente, porque no se llegaría al primero que mueve, y así no habría motor alguno pues los motores intermedios no mueven más que por ser movidos por el primer motor. Ejemplo: Un bastón no mueve nada si no es movido por la mano. Por lo tanto, es necesario llegar a aquel primer motor al que nadie mueve. En éste, todos reconocen a Dios.
Tomás de Aquino, Summa Theologiae - Parte Ia - Cuestión 2 - Artículo 3

La versión de este argumento en la Summa Theologica no está completo, ya que algunos ejemplos y premisas están suprimidas. La presentación más completa de los argumentos cosmológicos de Aquino se encuentra en la Summa contra Gentiles. En ella declara que "si tanto el mundo como el movimiento tienen comienzo, es evidente que es necesario suponer alguna causa que produzca de nuevo al mundo y al movimiento". No obstante, Aquino aconseja que "la vía más eficaz para demostrar la existencia de Dios es la que parte de la suposición de la eternidad del mundo".

Todo lo que es movido [movetur] es movido por alguna otra cosa. Pero por los sentidos es claro que algo —por ejemplo, el sol— es movido [moveri]. Por lo tanto, es movido [movetur] por otra cosa. que mueve [movente]. Luego ese motor [movens] o se mueve [movetur] o no. Si no se mueve [movetur], entonces tenemos lo que nos propusimos probar, [viz.] que es necesario Supongamos que hay algún motor inmóvil [movens inmobile], y llamamos a este Dios. Pero si es movido [movetur], entonces es movido por algo que mueve [movente] Por lo tanto, o avanzamos hasta el infinito o llegamos a algún motor inmóvil [movens inmobile]. Pero no podemos avanzar hasta el infinito. Por lo tanto, es necesario suponer que hay algún primer motor inmóvil [primum movens immobile].
Summa contra Gentiles 1.13.

Las pruebas de la Summa contra Gentiles y Summa Theologiae difieren en conclusión. La primera prueba concluye: "Por lo tanto, es necesario suponer que hay algún primer motor inmóvil [primum movens immobile]"; mientras que la segunda prueba concluye: "Por lo tanto, es necesario llegar a aquel primer motor al que nadie mueve (primum movens quod a nullo movetur)". Otra versión más resumida del argumenta se encuentra en el Compendium theologiae, I, c. 3. En él Tomás concluye:

"Pero incluso a los ignorantes les parece ridículo que los instrumentos sean movidos sin un agente principal, pues sería algo parecido a afirmar que una sierra y un hacha construyen un arca sin carpintero que las maneje. Luego es necesario que haya un primer motor que sea el supremo de todos, y a éste lo llamamos Dios"
Compendium theologiae, I. c. 3.

Estas vías no demuestran la existencia del Dios cristiano en sí, pero Tomás cree que es posible inferirlo tras reflexionar sobre la naturaleza de esta causa a partir de otros principios metafísicos plausibles. Tomás mostró su cercanía con el pensamiento clásico griego al defender la posibilidad de que el mundo fuera causado y eterno al mismo tiempo ya que "no hay ninguna repugnancia para la razón en el hecho de decir que algo es hecho por Dios y que siempre ha existido." La tesis filosófica de la imposibilidad de un cadena infinita de eventos pasados no fue aceptada por Santo Tomás, quien sostuvo "que el mundo no ha existido siempre lo sabemos sólo por la fe y no puede ser demostrado con rigor" al igual que la Trinidad.

### Versión silogística
El argumento de Aquino se han presentado posteriormente de diversar formas lógicas. Aquí se presentan algunas formulaciones silogísticas:

Jeff Speaks formula el argumento como el siguiente:
1. Siempre que algo sufre un cambio, algo lo provoca.
2. Nada puede ser la causa de su propio cambio, ya que algo no puede tener una cualidad potencial y real al mismo tiempo.
3. Siempre que algo cambia, este cambio debe haber sido provocado por algo más que eso. (sigue de 1,2)
4. La cadena que conecta las cosas que cambian y las que inician los cambios no puede ser infinita.

- C. Hay un primer motor, que inicia el cambio pero no cambia en sí mismo. (sigue de 3,4)

Scott Macdonald lo formula de la siguiente forma:
1. Todo lo que se mueve es movido por otra cosa.
2. Algo, llámelo A, se mueve.
3. A es movido por otra cosa, llámese B, que se mueve. [1,2]
4. Ese motor, B, o (a) se mueve o (b) no se mueve.
5. Si 4b es el caso, entonces hay algún motor inmóvil, a saber, B.
6. Si 4a es el caso, entonces B es movido por otra cosa, llámese C, que se mueve.
7. Si 4a es el caso, entonces uno (a) continúa hasta el infinito o (b) alcanza algún motor inmóvil.
8. Uno no puede avanzar hasta el infinito.
9. Si 4a es el caso, entonces uno debe llegar a algún motor inmóvil. [6, 7, 8]
10. Debe haber algún primer motor inmóvil. [4, 5, 9]

## Formulación de Edward Feser
Versiones modernas del argumento del primer motor inmóvil han sido formuladas por filósofos como Edward Feser. En Five Proofs for the Existence of God formula su "Prueba aristotélica", que consta de 49 premisas y dos etapas (una primera que prueba la existencia de algo y que luego en la segunda etapa se muestra que posee atributos divinos). 
En la primera etapa, Feser argumenta siguiendo a Aristóteles que si el cambio es "la actualización de una potencia", luego, "las cosas tienen potencias que pueden actualizarse" y "ningún potencial puede actualizarse a menos que algo lo actualice (el principio de causalidad)". El cambio sólo puede comprenderse si se siguen series causales jerárquicas que no puede retroceder infinitamente, llegando hasta sus primeras causas. Entonces:

6. La ocurrencia de cualquier cambio C presupone algo o sustancia S que cambia.

7. La existencia de S en un momento dado presupone en sí misma la actualización concurrente del potencial de existencia de S.
8. Entonces, cualquier sustancia S tiene en cualquier momento algún actualizador A de su existencia.
9. La propia existencia de A en el momento en que actualiza a S presupone o (a) la actualización concurrente de su propio potencial de existencia o (b) el hecho de que A sea puramente real.
10. Si la existencia de A en el momento en que actualiza S presupone la actualización concurrente de su propio potencial de existencia, entonces existe una regresión de actualizadores concurrentes que es infinita o termina en un actualizador puramente actual.
11. Pero tal regresión de actualizadores concurrentes constituiría una serie causal jerárquica, y tal serie no puede retroceder infinitamente.
12. Entonces, o A en sí mismo es un actualizador puramente actual o hay un actualizador puramente actual que termina la regresión que comienza con la actualización de A.
13. Entonces, la ocurrencia de C y por lo tanto la existencia de S en cualquier momento dado presupone la existencia de un actualizador puramente actual.

14. Entonces, hay un actualizador puramente actual.

## Críticas
John Leslie Mackie criticó los argumentos de Aquino basados en la imposibilidad de una regresión infinita de las causas. La primera y segunda Vía de Aquino (Vía de la causa eficiente), dice Mackie citando a Anthony Kenny, "dependen demasiado de teorías físicas anticuadas para ser de mucho interés ahora", siendo la tercera Vía de la contingencia "más significativa". Aunque para Scott MacDonald la primera vía de Aquino puede "liberarse de las trampas de la ciencia y la astrología antiguas y defenderse contra las críticas estrictamente filosóficas más comunes [...] no obstante, falla como prueba independiente de la existencia de Dios porque su validez depende de otra de las pruebas de Tomás de Aquino de la existencia de Dios", esta es la tercera vía.
Graham Oppy también ha ofrecido críticas de los argumentos en sus intercambios con Edward Feser y en su trabajo publicado.